# Jason Gould
Jason Emanuel Gould (Nova Iorque, 29 de dezembro de 1966) é um ator, diretor e escritor norte-americano.

## Biografia
Gould é o único filho da atriz, cantora e diretora Barbra Streisand e de seu primeiro marido, o também ator Elliot Gould. Foi chamado então pelo Daily News de The Million Dollar Baby (O Bebê de Um Milhão de Dólares) porque sua mãe interrompeu temporariamente seus concertos pelos Estados Unidos durante a gravidez e rejeitou uma oferta milionária. Jason nasceu no Hospital Mount Sinai, em Nova Iorque, onde vive atualmente. Seus pais se divorciaram em julho de 1971, quando ele tinha só quatro anos. Passou grande parte da infância em Hollywood, em Los Angeles. De origem judaica, ele comemorou seu Bar Mitzvah em uma sinagoga de Venice, na Califórnia.
Gould estrelou pela primeira vez no cinema em 1972, com cerca de cinco anos, no filme Up the Sandbox, mas não foi creditado. Mais tarde, já adulto jovem, apareceu em Say Anything... (1989). Foi em 1991, porém, que ele desempenhou um papel importante, no drama O Príncipe das Marés, dirigido e estrelado por sua mãe. Nele, Gould interpretou o filho imaturo da psiquiatra Susan Lowenstein (interpretada por Streisand) e, para uma determinada cena, teve de aprender a tocar violino em um treinamento intensivo de três meses. Naquele mesmo ano, tabloides escreveram que Jason Gould "tinha se casado com um modelo masculino", o que causou uma certa polêmica na época. Embora a notícia do casamento fosse mentira, o da homossexualidade de Jason não era.
Em 1997, Gould fez seu debut nos teatros de West End, Londres, em Arts Theater. Na peça The Twilight of the Golds, ele fez o papel do designer de ópera David. Naquele mesmo ano, também escreveu, produziu e dirigiu o curta-metragem Inside Out, interpretando Aaron em uma história bem-humorada de um filho de duas celebridades que é "tirado do armário" publicamente por tablóides, como aconteceu com ele na vida real. Seu pai na vida real, Elliot Gould, interpretou o pai de Aaron no curta, enquanto que seu meio-irmão, Sam Gould, fez o papel de irmão. A história de Inside Out foi, mais tarde, um pouco adaptada para a produção de Boys Life 3 (2000). Desde esse trabalho, Gould tem aparecido raramente nas câmeras e leva uma vida discreta.
Em agosto de 1999, Barbra Streisand, em uma entrevista com a revista The Advocate, disse:
Eu jamais desejaria que meu filho fosse outra coisa senão o que ele é. Ele é brilhante, gentil, sensível, atencioso e uma pessoa muito escrupulosa e boa. Ele é um ator e diretor talentoso. O que mais um pai ou uma mãe poderia pedir de um filho? Eu fui verdadeiramente abençoada. A maioria dos pais pensa que seu filho é particularmente especial, e eu não sou diferente. Eu tenho um filho maravilhoso. Meu único desejo para meu filho, Jason, é que ele continue tendo uma vida repleta de amor, felicidade, alegria e realização, tanto pessoal como criativamente. Ninguém na Terra tem o direito de dizer a qualquer um que o seu amor por outro ser humano é moralmente errado. Nunca vou esquecer como fiquei estremecida ao ouvir Pat Buchanan dizendo que apoiava George Bush "contra a ideia imoral de que casais gays e lésbicas devessem ter os mesmos direitos que homens e mulheres casados". Quem é Pat Buchanan para pronunciar que o amor de alguém é inválido? Como ele pode negar o amor profundo de duas pessoas? Infelizmente, porém, enquanto pessoas como Newt Gingrich e Pat Buchanan continuarem na vida pública, a luta para codificar o casamento gay será uma batalha difícil de vencer".

## Filmografia
- 2000 Boys Life 3 - Aaron (segmento "Inside Out")
- 1997 Inside Out - Aaron
- 1996 Subterfuge - Alfie Slade
- 1991 The Prince of Tides (O Príncipe das Marés) - Bernard Woodruff
- 1989 The Big Picture - Carl Manknik
- 1989 Listen to Me - Hinkelstein
- 1989 Say Anything... - Mike Cameron
- 1972 Up the Sandbox - (não creditado) - menino